# Pambotanjara
Pambotanjara is een bestuurslaag in het regentschap Oost-Soemba van de provincie Oost-Nusa Tenggara, Indonesië. Pambotanjara telt 1835 inwoners (volkstelling 2010).